# Louis Antoine Vimeux
 (décembre 2021).
Pour les articles homonymes, voir Vimeux.
Le baron Louis Antoine Vimeux, né le 13 août 1737 à Amiens (Somme), mort le 23 juin 1814 à Metz (Moselle), est un général français de la Révolution et du Premier Empire.

## Biographie

### Famille
Fils de Charles Adrien Vimeux, maître charron, et de Marie Marguerite Alet, baptisé le même jour à la paroisse Saint-Michel. Il épouse le 25 avril 1795 à Laleu (Charente-Maritime) Marguerite-Charlotte Gaudin-Monlieu.
Il est le frère du sculpteur Jacques-Firmin Vimeux, son cadet, né le 12 janvier 1740 comme il en est fait mention au dictionnaire des sculpteurs de l'école française au XVIIIe siècle écrit par Stanislas Lami. Celui-ci a essentiellement travaillé à la cathédrale d'Amiens.
Il est également le frère d'Adrien-Jean-François Vimeux, curé de l'église du Plessiez-Rozanvilliers pour lequel le sculpteur a travaillé, et de Louise Vimeux, mère du général Charles de Vast-Vimeux.

### Carrière militaire
Il entre dans la carrière militaire en 1753.
En 1789, lors de la Révolution française, il a déjà 51 ans.
Moins connu que d'autres généraux illustres de son époque, car peut-être plus âgé, il est reconnu comme homme d'expérience, modéré sans jamais avoir été accusé de « modérantisme », tacticien clairvoyant et prompt à exécuter le commandement. Il est connu que ses troupes comme celles de Nicolas Haxo et Jacques Dutruy, par leur interdiction, ne commettaient pas d'exactions sur la population lors de la guerre de Vendée. Ainsi, après qu'il a succédé le 18 mai 1794 à Louis Marie Turreau comme général en chef sur ce théâtre d'opérations, il destitue le 8 août suivant son subordonné le général Huché, coupable d'avoir perpétré des massacres à Luçon en juillet.
Il est fait général de brigade le 30 septembre 1793 et général de division le 4 mars 1794. Selon son propre écrit du 9 germinal de l'An 8 (30 mars 1800) adressé au ministre de la Guerre, il est établi qu'il commande la 22e division militaire comprenant cinq départements (Loir-et-Cher, Indre-et-Loire, Maine-et-Loire, la Mayenne, la Sarthe), quartier général Tours.
Réformé le 22 décembre 1800, mais il est encore commandant d'Armes de 1re classe et gouverneur de la place de Luxembourg du 10 octobre 1802 au 6 mars 1814, date de la remise de la forteresse aux alliés.
Il est mort d'une crise d'apoplexie à Metz le 23 juin 1814 à l'âge de 76 ans.

### Résumé de ses états de service
Ils sont tirés de son dossier de la Légion d'honneur :
Engagé dans le régiment d'Amiens le 13 août 1753 en tant que soldat, a fait les trois premières campagnes de Hanovre lors de la guerre de Sept Ans (1756-1763) et la dernière, promu au grade de sergent le 25 août 1760. De retour en France, employé comme instructeur puis nommé porte-drapeau du régiment le 20 septembre 1768, il passe au régiment de Bassigny par suite du dédoublement intervenu le 15 juillet 1774. Sous-lieutenant de grenadiers le 26 mai 1786, il est fait Chevalier de Saint-Louis le 21 septembre 1788, capitaine le 1er janvier 1791, lieutenant-colonel le 4 octobre 1792. Le 11 janvier 1793, il est affecté à l'armée du Rhin, prend part au siège de Mayence au grade de colonel des corps 32e de Bassigny et 57e régiment d'infanterie de Beauvaisis.
La garnison de Mayence se composait d'environ 22 000 à 23 000 hommes de toutes armes. Une grande partie de la garnison est destinée à la défense de Kastel et Khosteim, du camp retranché et de ses forts ainsi que du village de Weisenau, le surplus est en réserve dans la place. Vimeux à l'époque, aux côtés notamment de Jean-Baptiste Annibal Aubert du Bayet, Klinger Jean-Baptiste, Haxo Nicolas, Jean-Baptiste Kléber, celui-ci adjudant-Général que Louis Antoine Vimeux retrouve au cours de la guerre de Vendée.
De retour en France à la suite du blocus de Mayence, il est envoyé en Vendée comme commandant de la 1re brigade de l'armée de Mayence, il rejoint Jean-Baptiste Kléber. Il est particulièrement remarqué à Torfou en septembre où il secourt Kléber, et à Cholet en octobre.
- 19 septembre 1793 : bataille de Torfou.

Vimeux, général de brigade le 30 septembre 1793.
Lors de cette bataille, Kléber envoie une ordonnance aux généraux Jean Baptiste Camille de Canclaux et Dubayet pour demander quelques bataillons de renfort organisant parallèlement la retraite et indique qu'Antoine Merlin de Thionville en avait fait autant de son côté. Près de Gétigné, le renfort arrive, Kléber organise alors sa brigade désormais soutenue en bataille, se plaignant de Beysser qui n'avait donné aucun signe de vie pendant cinq heures d'un combat le plus opiniâtre qu'il soit et qu'on eût encore vu depuis le commencement de cette guerre. Vimeux qui commandait le renfort tomba vivement sur l'ennemi lequel, déconcerté, prit la fuite, poursuivi par l'avant-garde de Kléber suivie des troupes de Vimeux. La bataille de Torfou restera néanmoins une défaite des républicains contre François-Athanase Charette de La Contrie avec en estimation 1 200 hommes tombés au combat contre 200 dans l'autre camp.
- 17 octobre 1793 : deuxième bataille de Cholet

Le 18 au Bois-Grolleau, Vimeux et Marc Amand Élisée Scherb parviennent à tenir face à Jean-Nicolas Stofflet et Gaspard de Bernard de Marigny, en soutenant le centre formé de la colonne de Luçon. Il commande la droite, sa position est bonne, il ne faut que du courage et de la fermeté pour s'y maintenir avec avantage".
« Je dois convenir ici que sans l'armée de Mayence qui fait des prodiges de valeur, tout était perdu. Kléber et Michel de Beaupuy ont plusieurs chevaux tués sous eux et marchant à pied à la tête des colonnes, ils rivalisent de courage et de dévouement avec les plus braves ».
"La colonne que forme la droite de l'armée de Mayence (Vimeux) et qui combattait au Bois-Grolleau, n'avait pas en tête moins de quinze mille royalistes, qui se battaient en héros"
"La gauche des Mayençais, qui combattent à La Treille (Haxo), prit en flanc les Vendéens qui débouchaient par la Lande de la Papinière et qui arrivent au pas de course par la route du May".
Il est général de division le 14 ventôse de l'an 2 (4 mars 1794).
Le 13 mai 1794 il prend le commandement en chef de l'Armée de l'Ouest jusqu'à l'arrivée du général Thomas Alexandre Dumas le 16 août. Le 2 décembre, il est à La Rochelle.
Pendant cette période il lutte contre la chouannerie mais il participe aussi à la fin des colonnes infernales, il eut le courage de tenir tête à Jean-Baptiste Carrier.
Après le rappel de Louis Marie Turreau le 13 mai 1794, Vimeux lui succède à la tête de l'Armée de l'Ouest le 18 mai. Il fait construire 14 camps retranchés à travers la Vendée, mais deux d'entre-eux, ceux de La Roullière et de Fréligné, sont pris d'assaut par les Vendéens les 8 et 15 septembre. Vimeux présente rapidement sa démission et quitte la Vendée dès le 6 septembre. Le général Dumas lui succède.
Général commandant des 12e et 22e divisions militaires en 1797, on le retrouve traquant les Chouans et luttant difficilement, par manque de cavalerie, contre les bandes de brigands notamment celles de Forestier et Renan.
Un long épisode trouble et sanglant auquel il participera, pris entre les devoirs de son commandement et sa nature qualifiée de « douce » par Jean-Baptiste Kléber (guerre en Vendée).
Armée d'Angleterre 1799.
22 décembre 1800 : admis au traitement de réforme.
Comme il le signale lui-même dans sa supplique d'admission à la Légion d'honneur rédigée par lui le 16 frimaire de l'an 12 adressée au Premier Consul, il est toujours en service à cette date, il a accompli 50 ans et 8 mois de service sans interruption pour la France et la République.
Dans ses mémoires historiques on constate que Louis Antoine Vimeux se trouvait à Amiens lors des premiers troubles de la Révolution, il écrit « le peuple en insurrection s'empare de la citadelle et des armes qui s'y trouvent », que cet évènement a eu lieu au mois de juin, qu'il a été chargé d'organiser la garde nationale de cette ville, que monsieur le ministre Jean-François-Aimé Dejean alors capitaine du génie employé à Amiens, est nommé lieutenant-colonel de la garde nationale.
Parallèlement à sa carrière militaire, Louis Antoine Vimeux est également commandant de la Milice citoyenne de la ville d'Amiens.
Dans les délibérations du conseil municipal, à la date du 26 octobre 1989, il est voté à l'unanimité qu'en considération des services de MM Vimeux, major de la milice citoyenne, il mérite toute la reconnaissance de la cité, il est arrêté que pour lui donner témoignage de ses sentiments, il lui serait fait présent d'une épée aux armes de la ville, signé Boistel de Belloy. .

## Armoiries[7]
- Baron héréditaire Décret de Nomination 9 avril 1811 publié 18 mai 1811 ( Arch Nat BB/29/968 P 288.)

- Coupé au premier d'azur et de gueules, l'azur à dix losanges d'or posés en orle; le gueule au signe des barons tirés de l'armée, l'argent à la porte de citadelle flanquée de deux murailles crénelées de sable, maçonnée et ouverte du même; pour livrées : les couleurs de l'écu.

## Sources
- Mémoires et journaux du général Decaen, Kléber en Vendée
- Choudieu, loc cit, édition Barrucand, 446, édition Quéruau-Lamerie, 80.
- Boutillier de Saint André, loc, cit, 196.
- H. Baguenier Desormeaux, Mémoires militaires du général Kléber, éd. Pays & terroirs T1 et 2, pages 101, 149, 158, 159, 167, 186, 191, 211, 218, 220, 356, 363, 433, 434, 436, 461.